# Festung Friedrichsort

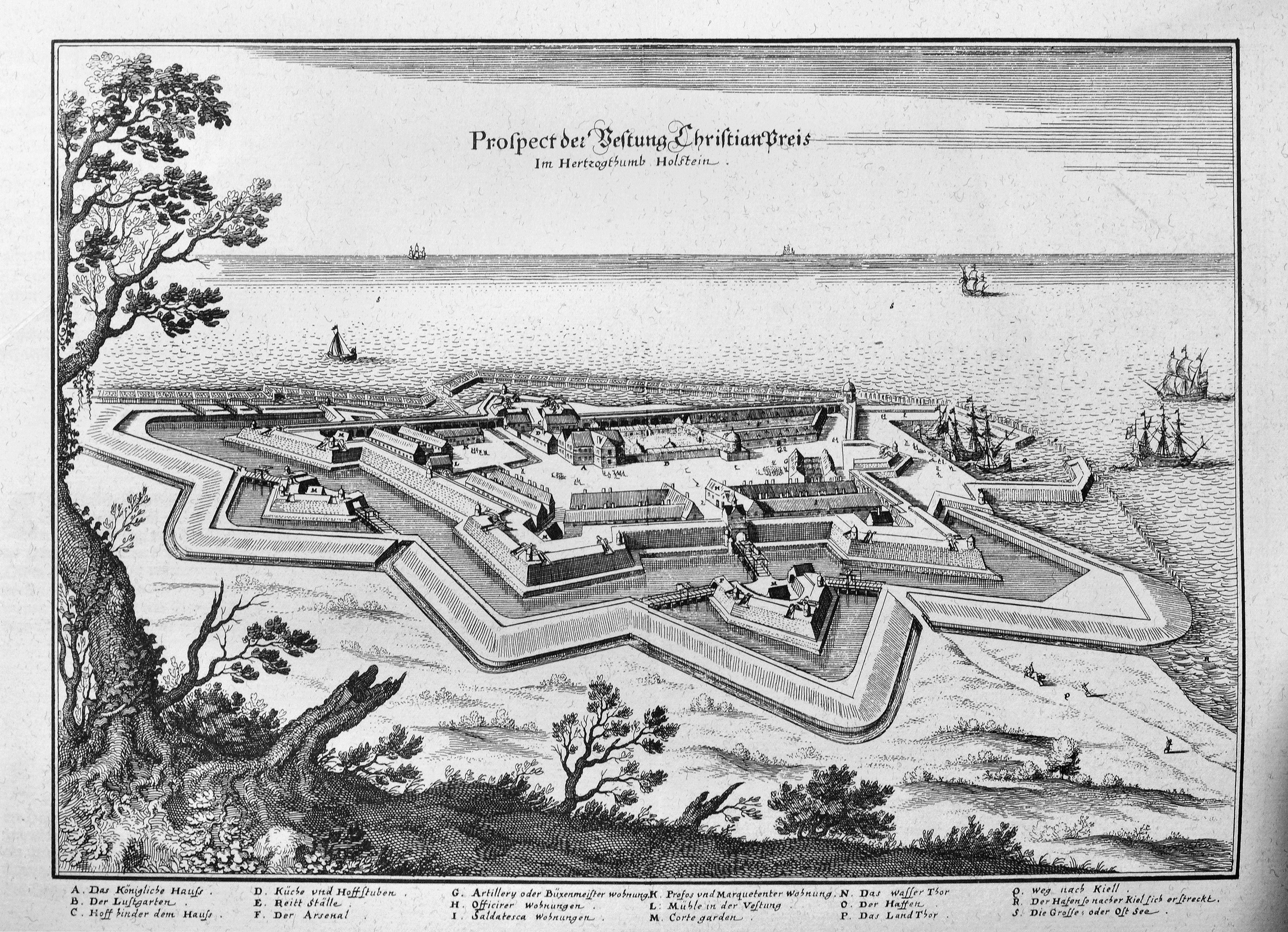
Die Festung Christianspries vor 1648

Karte der Festung Friedrichsort (um 1750)

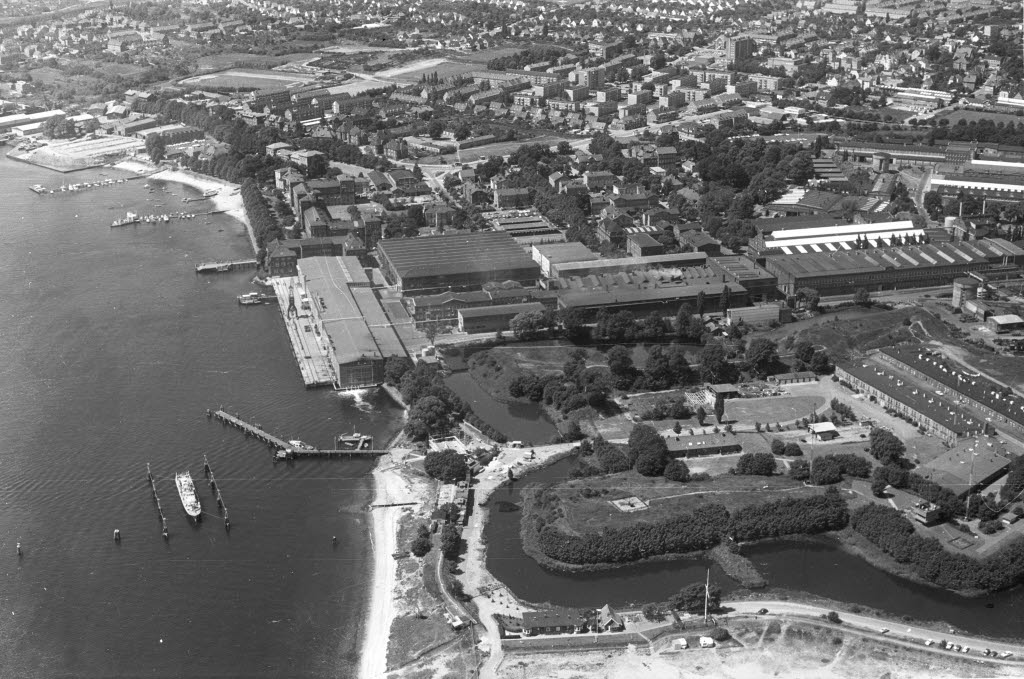
Luftaufnahme der Festung Friedrichsort (1971)

Die Festung Friedrichsort ist eine ehemalige dänische Festung im Stadtteil Friedrichsort der Stadt Kiel in Schleswig-Holstein. Sie befindet sich am Westufer der schmalsten Stelle der Kieler Förde (der sogenannten Friedrichsorter Enge) am Ausgang zur Ostsee nahe der Einfahrt zum Nord-Ostsee-Kanal. Sie ist die einzige Seefestung in Deutschland und steht unter Denkmalschutz.
Die Festung wurde zum Schutz der Stadt Kiel strategisch günstig auf einer von zwei Seiten von Wasser umgebenen Landzunge angelegt. Sie hatte die Form eines unregelmäßigen Fünfecks mit fünf Bastionen. Die Festung war von einem Wassergraben umgeben. Seit dem 17. Jahrhundert bestand Postverkehr zwischen der Kieler Altstadt und der Festung, der durch einen Postboten und einen Bootsführer durchgeführt wurde.
Heute ist die Festung Kiels einzige Gated Community, zumindest werden die Merkmale hierfür erfüllt. Die Festung hat einen Durchmesser von etwa 300 m. Sie ist zum Teil abgetragen und stark bewachsen und wird von einem zum Schutz des niedrig gelegenen Gebietes errichteten Deich umgeben. Erhalten sind der Wassergraben im Süden und Osten sowie die Wallanlagen im Süden, Westen und Osten. Seit 2006 ist die Festung in Privatbesitz und kann nur bei Führungen betreten werden. Das Hauptareal ist vollständig eingezäunt und wird über eine Toranlage erschlossen. Genutzt wird die Festung hauptsächlich von Gewerbebetrieben, teilweise aus der Kreativwirtschaft.

## Geschichte

### Festung Christianspries

Informationstafel zur Geschichte der Festung Friedrichsort

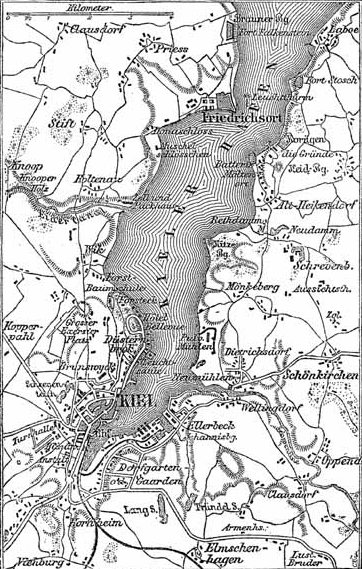
Die Lage der Festung Friedrichsort an der Kieler Förde (Karte von 1888)

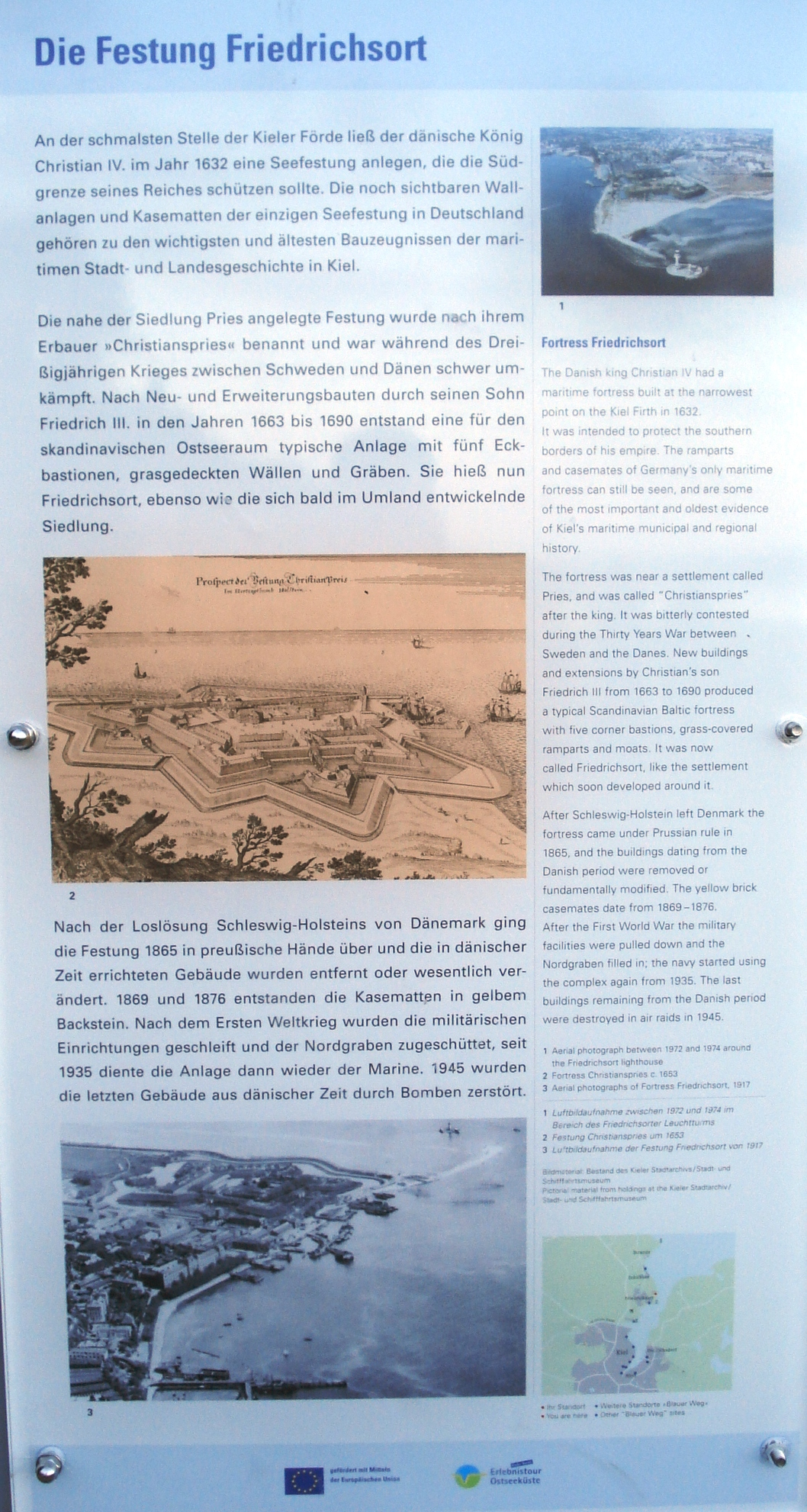
Informationstafel (2) zur Geschichte der Festung Friedrichsort

Ab 1632 ließ der dänische König Christian IV. durch Axel Urop eine Festung im Südosten des Herzogtums Schleswig an der engsten Stelle der Kieler Förde anlegen, um durch diese Kiel und damit den Süden seines Reiches während des Dreißigjährigen Krieges gegen die Schweden zu sichern. Die Festung wurde Festung Christianspries benannt. Zum Zweck ihrer Versorgung erwarb er 1632 die Güter Bülk, Knoop und Seekamp von Cai von Ahlefeldt.
Zu Beginn des Torstenssonkriegs im Dezember 1643 wurde die Festung von schwedischen Truppen erobert und bis zur Beendigung des Krieges mit dem Frieden von Brömsebro 1645 besetzt gehalten. 1648 wurde die Festung durch den dänischen König Friedrich III., Sohn und Nachfolger von Christian IV., geschleift.

### Festung Friedrichsort

#### In dänischer Zeit
Ab 1663 wurde die Festung im Auftrag Friedrichs III. durch Henrik Ruse neu erbaut und in Festung Friedrichsort (bzw. Friedrichspries) umbenannt, um erneut die Kieler Förde gegen schwedische Schiffe zu sichern. Ab diesem Zeitpunkt hatte die Festung auch einen Kirchenraum.
Bis 1790 erreichte die Festung ihre größte Ausdehnung – insbesondere durch die landseitigen Befestigungsanlagen im Norden und Westen. Die Festung war von zwei Wassergräben umgeben, in denen sich weitere, zum Teil über Kurtinen an die Hauptfestung angebundene Ravelins befanden. Vor den Wassergräben befanden sich weitere Schanzen. Im Süden und Osten grenzt die Festung an die Kieler Förde, von dieser teilweise durch einen niedrigen Streifen Strand getrennt. Auf der Landseite im Westen und Norden ist die Festung von niedriggelegenem Land umgeben. Der Zugang befand sich im Süden.
Schwedische Truppen besetzten im Jahr 1813 die Festung während der Napoleonischen Kriege und gaben sie nach dem Kieler Frieden vom 14. Januar 1814 wieder frei.
Während der Schleswig-Holsteinischen Erhebung 1848 besetzte die Kieler Bürgerwehr die dänische Festung und behielt sie bis zum Ende des Aufstands 1851 inne. Das Kommando hatte der von der Preußischen Armee zur Unterstützung entsandte Offizier Werner Siemens, der zur Verteidigung des Kieler Hafens gemeinsam mit seinem Schwager, dem Kieler Chemieprofessor Himly, die ersten funktionsfähigen ferngezündeten Seeminen entwickelte. Sie wurden vor der Festung quer über die Förde ausgelegt, mit Zündkabeln verbunden und hinderten die dänische Marine daran, in die Förde einzudringen und die Stadt aus der Nähe zu beschießen.

#### In preußischer Zeit
Nachdem das Herzogtum Schleswig 1867 als Folge des Deutsch-Dänischen Krieges als Provinz an Preußen gelangt war, wurde die Festung umgebaut. Die Wallanlagen wurden umgestaltet, die Gebäude im Inneren der Festung wurden durch erdgeschützte Kasematten, die heute noch teilweise erhalten sind, ersetzt und die Verteidigungsrichtung der Festung wurde auf die Kieler Förde ausgerichtet. Zusätzlich wurden westlich und nördlich der Festung militärisch genutzte Bauten errichtet.
Nach dem Ersten Weltkrieg musste die Festung gemäß den Bestimmungen des Versailler Vertrages geschleift werden, wobei zunächst die Erde der nördlichen Wallanlagen in den Wassergraben geschüttet wurde und Munitionslager zerstört wurden. Zudem wurden die Kasematten freigelegt und als freistehende Gebäude weiter genutzt.
Ab 1935 wurde die Festung von der deutschen Marine genutzt. Nach Beginn des Zweiten Weltkriegs wurden viele der Gebäude der Festung durch Bombenangriffe zerstört.

#### Nach 1945

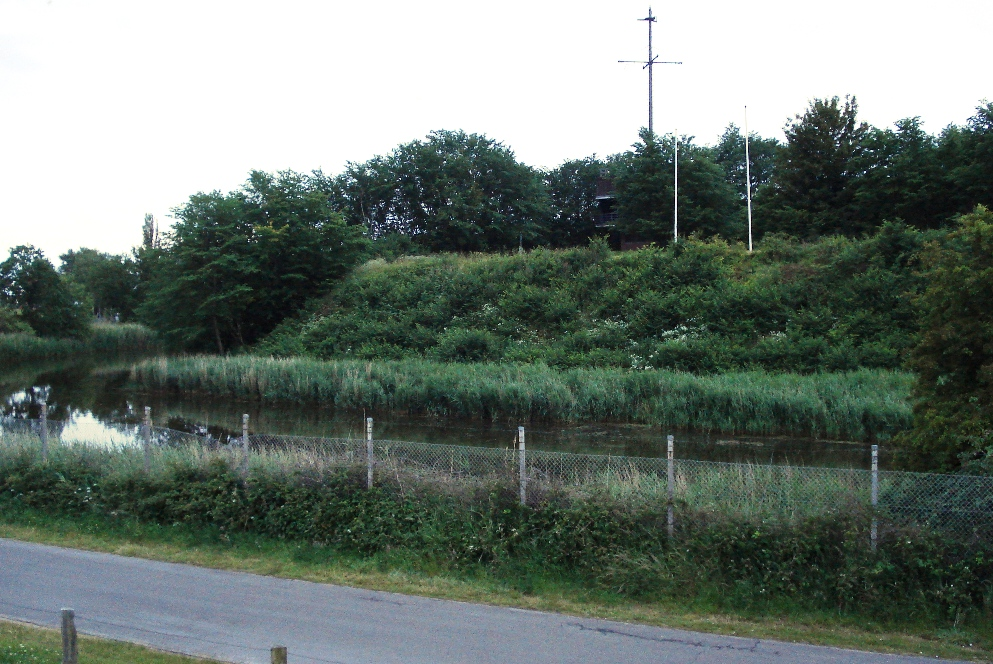
Östlicher Wassergraben und Wall der Bastion „Kronprinzessin“ der Festung Friedrichsort

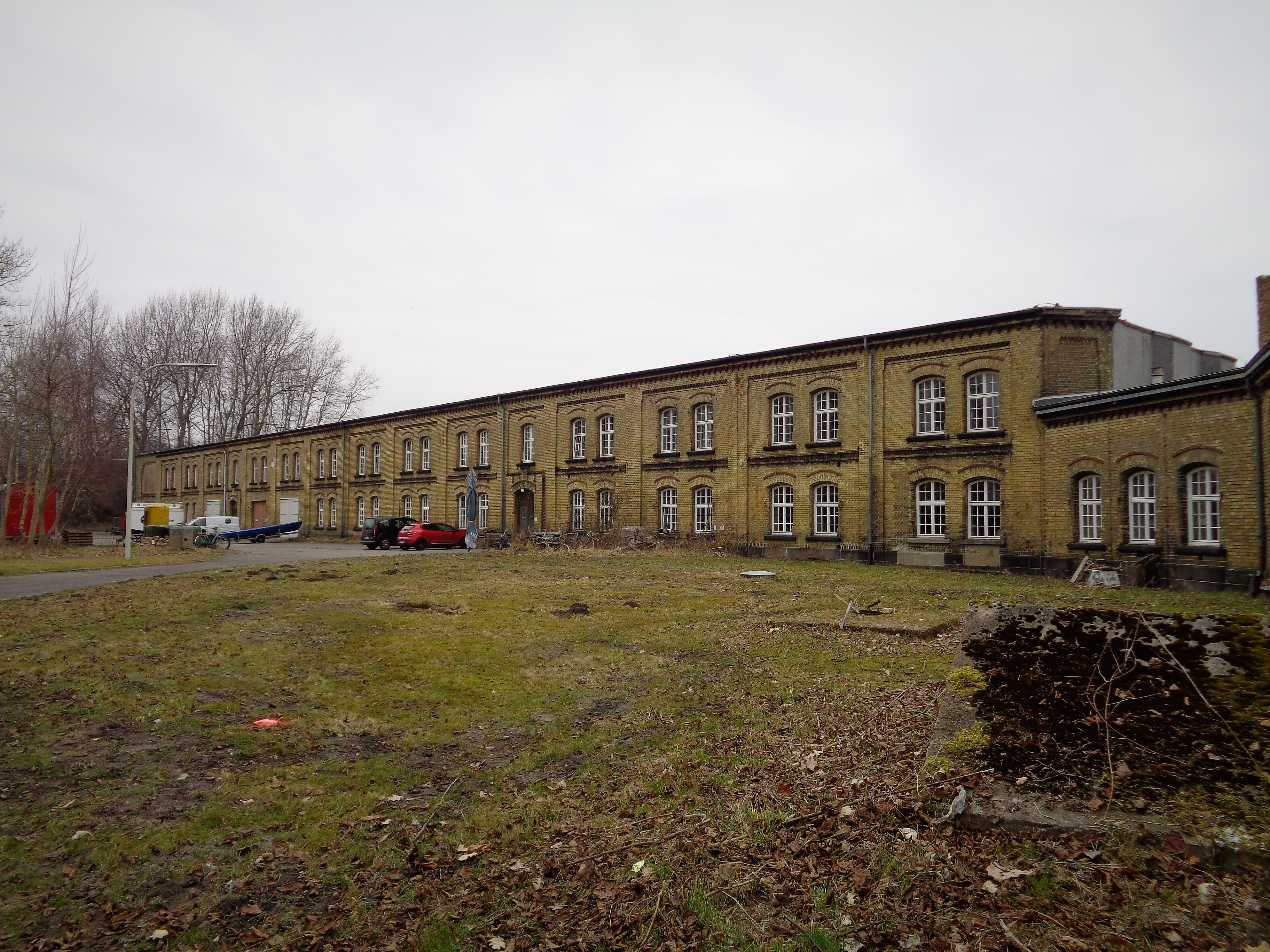
Südliche Kasematte

Nach dem Ende des Zweiten Weltkrieges wurden die noch vorhandenen Kasematten-Gebäude als Unterkunft von Flüchtlingen genutzt, die Kasematte 1 von 1958 bis 1974 auch als Obdachlosenlager. Ab 1957 wurden die verbliebenen Gebäude der Festung durch die Bundeswehr genutzt, die dort eine Marinesignalstelle und eine Salutbatterie unterhielt. Ende der 1950er Jahre wurde die nordöstliche Bastion beseitigt, um eine Zufahrt zu schaffen. Der westliche Wassergraben wurde 1965 zugeschüttet, um Platz für den angrenzenden Industriebetrieb MaK zu schaffen. 1966 wurden die verbleibenden Reste der Festung unter Denkmalschutz gestellt. 2004 gab die Bundeswehr die Festung auf.
Seit den 1990er Jahren gibt es Versuche, die Festung zu einem öffentlichen Ort zu wandeln. Bis auf wenige Führungen und Veranstaltungen ist dies bisher nicht gelungen. Seit 2006 befindet die Festung sich in privatem Besitz und dient verschiedenen Start-Up-Unternehmen als Adresse. Das Gelände ist bis heute von hohen Zäunen, Stacheldraht und einem gut gesicherten Tor eingefriedet. Ein Betreten des Geländes ist nur bei einer Führung möglich. Ein Erfahren und Wahrnehmen der Geschichte des Ortes, wie es das schleswig-holsteinische Denkmalschutzgesetz in seiner Präambel vorsieht, ist somit nur erschwert möglich. Langfristig möchte die Stadt Kiel das Gebäude vom Eigentümer Caterpillar kaufen und die historische Festung rekonstruieren. 2017 wurde mit der Sicherung der Substanz begonnen. Seit August 2017 befindet sich eine Bierbrauerei in den Gewölben der südlichen Kasematte 2. 2019 kaufte die Stadt Kiel eine 34 Hektar große Gewerbefläche nördlich der Festung.

## Vorgelagerte Forts
Zur Sicherung der Festung befanden sich vorgelagert die Forts Falckenstein und Horwarth.